# Bảo tàng Khởi nghĩa Chochołów ở Chochołów
Bảo tàng Khởi nghĩa Chochołów ở Chochołów (tiếng Ba Lan: Muzeum Powstania Chochołowskiego w Chochołowie) là một bảo tàng tọa lạc tại làng Chochołów, huyện Nowy Targ, tỉnh Małopolskie, Ba Lan. Bảo tàng là một chi nhánh của Bảo tàng Tatra Tiến sĩ Tytus Chałubiński ở Zakopane.

## Lược sử hình thành
Bảo tàng Khởi nghĩa Chochołów ở Chochołów được thành lập vào năm 1978. Trụ sở của Bảo tàng là nơi trước đây từng là nhà của một gia đình giàu có, được xây dựng vào năm 1798 và được xây dựng lại vào năm 1889.

## Triển lãm
Bộ sưu tập của Bảo tàng Khởi nghĩa Chochołów ở Chochołów hiện đang bao gồm các triển lãm sau:
- lịch sử: trưng bày các hiện vật và kỷ vật có liên quan đến Cuộc nổi dậy Chochołów năm 1846, bao gồm vũ khí, tài liệu về các thủ lĩnh, danh sách những người tham gia, mô tả về các cuộc đàn áp sau cuộc nổi dậy, lịch sử các ngày kỷ niệm, bản sao các tác phẩm văn học viết về cuộc nổi dậy, và các thứ khác
- dân tộc học: giới thiệu cuộc sống hàng ngày của cư dân Chochołów trong thế kỷ 19 qua các phòng chứa đồ nội thất, vật dụng hàng ngày, đồ gốm và đồ trang trí

## Giờ mở cửa
Bảo tàng Khởi nghĩa Chochołów ở Chochołów hoạt động quanh năm, mở cửa tất cả các ngày trong tuần trừ thứ Hai và thứ Ba. Khách tham quan phải trả phí vào cửa.